# アウトバーン 20
アウトバーン 20（ドイツ語: Bundesautobahn 20, BAB 20 または A 20）はドイツの高速道路、アウトバーンの一路線である。バルト海の海岸線の近くを通るという地理的な特徴からOstseeautobahnまたはKüstenautobahnとして知られている。

## 概要
工事は、1992年にWismar-Nordジャンクション付近から開始され2005年12月に終了した。建設コストは18億ユーロと見積もられている。A 20はメクレンブルク＝フォアポンメルン州が279 km、シュレースヴィヒ＝ホルシュタイン州が17 km、ブランデンブルク州が27 kmあり、1945年以来継続して建てられた最も大きい新しいアウトバーンとなっている。シュレースブィヒ＝ホルシュタイン州バート・ゼーゲベルク付近で起点を置き、リューベック付近でA 1と交差する。その後メクレンブルク＝フォアポンメルン州に入り、同州のバルト海沿岸を走り、西から東に横断する。これによって同州沿岸部の主要都市をすべて経由する。ヴィスマール付近でA 14と、同州最大都市ロストック付近でA 19と交差する。グライフスヴァルトを経由した後、方向を南に変え、ブランデンブルク州に迎える。同州のウカーマルク地方でA 11と合流して終わる。

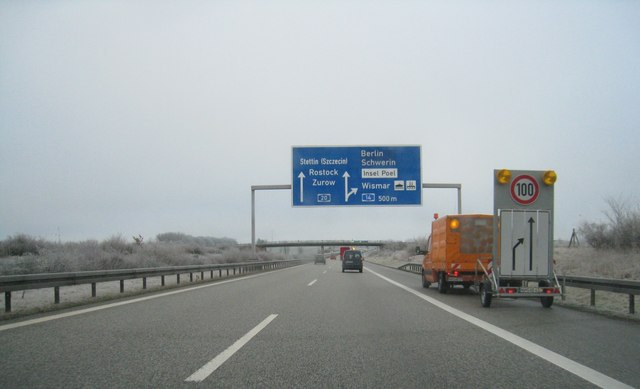
ヴィスマール付近、東行き
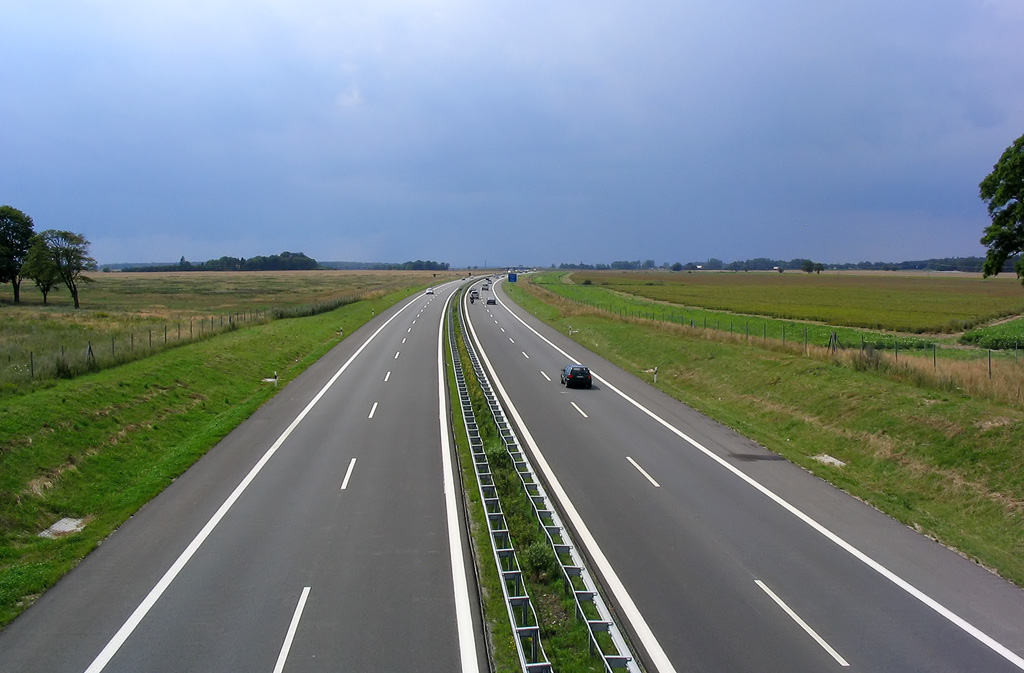
ランクスドルフ付近のA 20。ロストック方面を覗く。
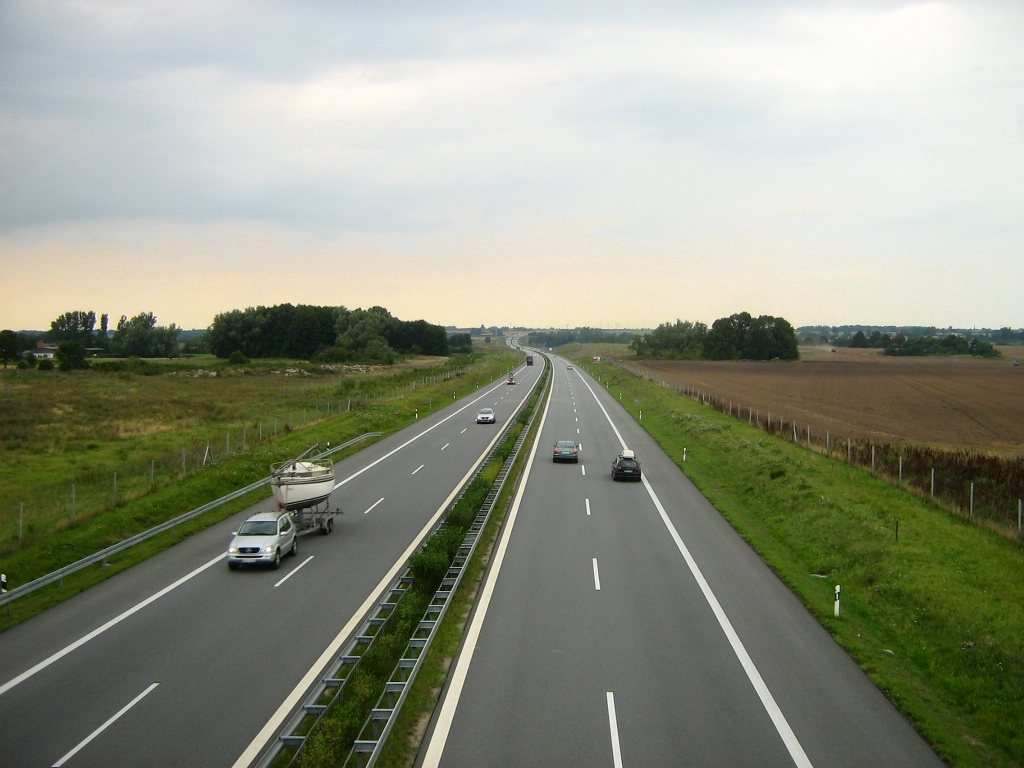
メクレンブルク＝フォアポンメルン州東部にて

## 行程
- 計画段階の新規インターチェンジおよびジャンクションは含まれていない。
- 接続路線名の特記がないものは州道または郡道。

| アウトバーン 20の行程一覧表 | アウトバーン 20の行程一覧表                  | アウトバーン 20の行程一覧表                            | アウトバーン 20の行程一覧表     | アウトバーン 20の行程一覧表         |
| IC 番号                     | 施設名                                       | 施設名                                                 | 接続路線名                      | 州                                  |
| --------------------------- | -------------------------------------------- | ------------------------------------------------------ | ------------------------------- | ----------------------------------- |
| --                          | 起点                                         | 起点                                                   | 連邦道路206号線                 | シュレースヴィヒ＝ ホルシュタイン州 |
| --                          | インターチェンジ                             | ゲーシェンドルフ Geschendorf                           | --                              | シュレースヴィヒ＝ ホルシュタイン州 |
| 1                           | ジャンクション                               | リューベック交差点 Kreuz Lübeck                        | アウトバーン 1                  | シュレースヴィヒ＝ ホルシュタイン州 |
| 2a                          | インターチェンジ                             | リューベック＝ゲニーン Lübeck-Genin                    | --                              | シュレースヴィヒ＝ ホルシュタイン州 |
| 2b                          | インターチェンジ                             | リューベック＝南 Lübeck-Süd                            | 連邦道路207号線                 | シュレースヴィヒ＝ ホルシュタイン州 |
| 3                           | インターチェンジ                             | グロース・ザーラウ Groß Sarau                          | --                              | シュレースヴィヒ＝ ホルシュタイン州 |
| 4                           | インターチェンジ                             | リューダースドルフ Lüdersdorf                          | --                              | メクレンブルク＝ フォアポンメルン州 |
| 5                           | インターチェンジ                             | シェーンベルク Schönberg                               | 連邦道路104号線                 | メクレンブルク＝ フォアポンメルン州 |
| 6                           | インターチェンジ                             | グレーヴェスミューレン Grevesmühlen                    | --                              | メクレンブルク＝ フォアポンメルン州 |
| 7                           | インターチェンジ                             | ボービッツ Bobitz                                      | --                              | メクレンブルク＝ フォアポンメルン州 |
| 8                           | インターチェンジ                             | ヴィスマール＝中央 Wismar-Mitte                        | 連邦道路105号線 連邦道路208号線 | メクレンブルク＝ フォアポンメルン州 |
| 9                           | ジャンクション                               | ヴィスマール交差点 Kreuz Wismar                        | アウトバーン 14                 | メクレンブルク＝ フォアポンメルン州 |
| 10                          | インターチェンジ                             | ツーロー Zurow                                         | 連邦道路192号線                 | メクレンブルク＝ フォアポンメルン州 |
| 11                          | インターチェンジ                             | ノイクロースター Neukloster                            | --                              | メクレンブルク＝ フォアポンメルン州 |
| 12                          | インターチェンジ                             | クレーペリーン Kröpelin                                | --                              | メクレンブルク＝ フォアポンメルン州 |
| 13                          | インターチェンジ                             | バート・ドベラーン Bad Doberan                         | --                              | メクレンブルク＝ フォアポンメルン州 |
| 14                          | アウトバーン規格の連邦道路とのジャンクション | ロストック＝西 Rostock-West                            | 連邦道路103号線                 | メクレンブルク＝ フォアポンメルン州 |
| 15                          | インターチェンジ                             | ロストック＝ズュートシュタット Rostock-Südstadt        | --                              | メクレンブルク＝ フォアポンメルン州 |
| 16                          | ジャンクション                               | ロストック交差点 Kreuz Rostock                         | アウトバーン 19                 | メクレンブルク＝ フォアポンメルン州 |
| 17                          | インターチェンジ                             | ドゥマーストルフ Dummerstorf                           | --                              | メクレンブルク＝ フォアポンメルン州 |
| 18                          | インターチェンジ                             | ザーニッツ Sanitz                                      | 連邦道路110号線                 | メクレンブルク＝ フォアポンメルン州 |
| 19                          | インターチェンジ                             | テッシーン Tessin                                      | 連邦道路110号線                 | メクレンブルク＝ フォアポンメルン州 |
| 20                          | インターチェンジ                             | バート・ズュルツェ Bad Sülze                           | --                              | メクレンブルク＝ フォアポンメルン州 |
| 21                          | インターチェンジ                             | トリップゼース Tribsees                                | --                              | メクレンブルク＝ フォアポンメルン州 |
| 22                          | インターチェンジ                             | グリメン＝西 Grimmen-West                              | --                              | メクレンブルク＝ フォアポンメルン州 |
| 23                          | インターチェンジ                             | グリメン＝東 Grimmen-Ost                               | 連邦道路194号線                 | メクレンブルク＝ フォアポンメルン州 |
| 24                          | アウトバーン規格の連邦道路とのジャンクション | シュトラールズント Stralsund                           | 連邦道路96号線                  | メクレンブルク＝ フォアポンメルン州 |
| 25                          | インターチェンジ                             | グライフスヴァルト Greifswald                          | 連邦道路109号線                 | メクレンブルク＝ フォアポンメルン州 |
| 27                          | インターチェンジ                             | ギュッツコー Gützkow                                   | 連邦道路111号線                 | メクレンブルク＝ フォアポンメルン州 |
| 28                          | インターチェンジ                             | ヤルメン Jarmen                                        | 連邦道路110号線                 | メクレンブルク＝ フォアポンメルン州 |
| 29                          | インターチェンジ                             | アンクラム Anklam                                      | 連邦道路199号線                 | メクレンブルク＝ フォアポンメルン州 |
| 30                          | インターチェンジ                             | アルテントレップトー Altentreptow                      | --                              | メクレンブルク＝ フォアポンメルン州 |
| 31                          | インターチェンジ                             | ノイブランデンブルク＝北 Neubrandenburg-Nord           | --                              | メクレンブルク＝ フォアポンメルン州 |
| 32                          | アウトバーン規格の連邦道路とのジャンクション | ノイブランデンブルク＝東 Neubrandenburg-Ost            | 連邦道路197号線                 | メクレンブルク＝ フォアポンメルン州 |
| 33                          | インターチェンジ                             | フリートラント・イン・メクレンブルク Friedland i.M.    | --                              | メクレンブルク＝ フォアポンメルン州 |
| 34                          | インターチェンジ                             | シュトラスブルク（ウカーマルク） Strasburg (Uckermark) | --                              | メクレンブルク＝ フォアポンメルン州 |
| 35                          | インターチェンジ                             | パーゼヴァルク＝北 Pasewalk-Nord                       | 連邦道路104号線                 | メクレンブルク＝ フォアポンメルン州 |
| 36                          | インターチェンジ                             | パーゼヴァルク＝南 Pasewalk-Süd                        | 連邦道路109号線                 | メクレンブルク＝ フォアポンメルン州 |
| 37                          | インターチェンジ                             | プレンツラウ＝東 Prenzlau-Ost                          | --                              | ブランデンブルク州                  |
| 38                          | インターチェンジ                             | プレンツラウ＝南 Prenzlau-Süd                          | --                              | ブランデンブルク州                  |
| 39                          | ジャンクション                               | ウカーマルク交差点 Kreuz Uckermark                     | アウトバーン 11                 | ブランデンブルク州                  |

## 計画

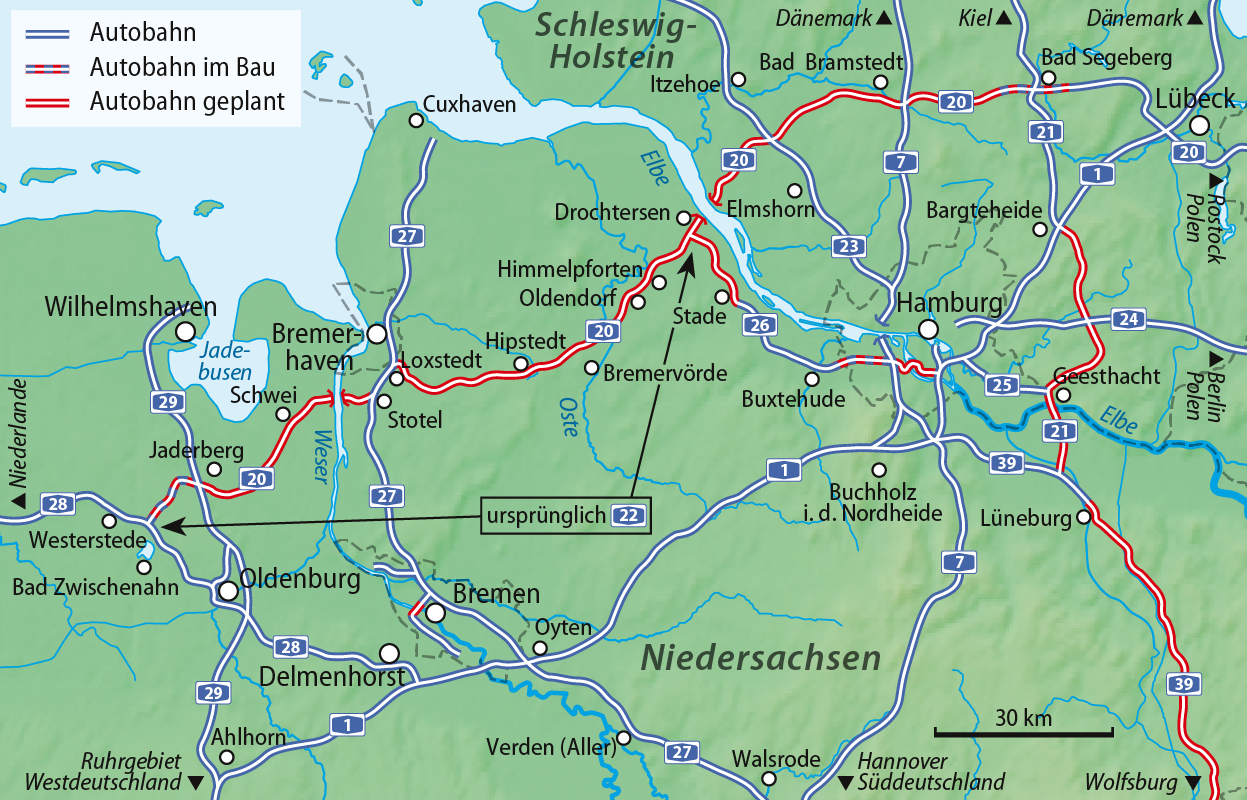
計画されているA 20の延長線

A 20をニーダーザクセン州北西部にあるA 28まで延長する計画がある。この延長を実施すれば、バルト海沿岸だけでなく、北海沿岸の路線にもなり、ドイツの北海岸の西部にも沿うようになる。最終的な長さは541kmになるとされている。IC番号の数えは現在リューベックJCTで始まり、それより西の短い区間のICは番号を有していない。A 28までの延長が実現されたら、IC番号の数え方が変わる可能性が高い。なお、エルベ川とA 28の間の区間はかつてA 22として計画された。
A 20の延長計画に関しては、賛否両論が激しく議論されており、計画される路線の近くの住民が反対運動の中核になっている。彼らの反対の理由は環境破壊と騒音に関する負担および新たなアウトバーンの経済的な必要性に関する疑問である。賛成派の中核的な存在はニーダーザクセン州北西部の経済界（特に海運関係）の代表者である。